# إلافيل
إلافيل (بالإنجليزية: Ellaville, Georgia)‏ هي مدينة تقع في مقاطعة شلي، جورجيا بولاية جورجيا في الولايات المتحدة. تبلغ مساحة هذه المدينة 8.2 (كم²)، وترتفع عن سطح البحر 174 م، بلغ عدد سكانها 1609 نسمة في عام 2010 حسب إحصاء مكتب تعداد الولايات المتحدة.

## أعلام
- برينت كوب

## وصلات خارجية
- Cities & Counties - Georgia.gov